# 5G 네트워크 슬라이싱
5G 네트워크 슬라이싱(5G network slicing)은 동일한 물리 네트워크 하부 구조에서 가상화된 독립적인 논리망의 다중화를 가능케 하는 네트워크 아키텍처이다.
각 네트워크 슬라이스는 특정 애플리케이션이 요청한 다양한 요구사항들을 충족하기 위해 맞추어진 분리된 단대단 네트워크이다.
이러한 이유로 이 기술의 핵심 역할은 서비스 레벨 요구(SLA)가 매우 다른 다양한 서비스를 효율적으로 받아들이도록 설계된 5G 모바일망을 지원하는 것으로 간주된다. 이 네트워크 서비스 지향 관점을 실현시키는 일은 공통 네트워크 하부 구조 최상층에 유연하고 확장이 가능한 네트워크 슬라이스의 구현을 허용하는 소프트웨어 정의 네트워킹(SDN)과 네트워크 기능 가상화(NFV)의 개념에서 영향력을 발휘한다.
사업 모형 관점에서 각 네트워크 슬라이스는 가상 이동 통신망 사업자(MVNO)에 의해 관리된다. 인프라 제공자(통신 인프라 소유자)는 기반 물리 네트워크를 공유하는 MVNO에게 물리 자원을 임대한다. 할당된 자원의 가용성에 따라 MVNO는 소속된 사용자들에게 제공되는 다양한 애플리케이션에 커스터마이즈된 여러 네트워크 슬라이스를 자율적으로 디플로이할 수 있다.

## 역사
네트워크 슬라이싱의 역사는 네트워킹 분야에 "슬라이스"라는 개념을 도입한 80년대 말로 거슬러 올라간다. 오버레이 네트워크는 이기종 네트워크 자원들이 함께 결합되어 공통 인프라스트럭처 위에 가상 네트워크를 만든 이후 최초 형태의 네트워크 슬라이싱을 제공하게 되었다. 그러나 이들은 프로그래밍을 가능케 하는 구조가 결여되었다.
2000년대 초 플래닛랩은 사용자 그룹들이 격리된, 애플리케이션 특화 슬라이스를 취득할 수 있도록 네트워크 기능을 프로그래밍할 수 있도록 하는 가상화 프레임워크를 선보였다. SDN 기술이 2009년 출현하면서 완전히 구성 가능하고 확장 가능한 네트워크 슬라이스의 실현을 가능케 한 개방형 인터페이스를 통한 프로그래밍 기능을 추가로 확장하였다.
모바일 네트워크 부문에서 네트워크 슬라이싱은 LTE 표준에서 처음 도입된 RAN 공유의 개념에서 발전하였다. 이러한 기술의 예로 MORAN(multi-operator radio access network), 멀티 오퍼레이터 코어 네트워크(MOCN)이 있으며 이들은 네트워크 운영자들이 동일한 무선 접속 네트워크(RAN) 내에서 공통 LTE 자원을 공유할 수 있게 해준다.

## 같이 보기
- 5세대 이동 통신
- 소프트웨어 정의 네트워킹